# 乌特罗
乌特罗（法語：Outreau，法語發音：[utʁo] ⓘ）是法国上法蘭西大區加来海峡省的一个市镇，属于滨海布洛涅区。

## 地理
乌特罗（50°42'14"N, 1°35'38"E）面积7.09 平方千米，位于法国上法蘭西大區加来海峡省，该省份为法国北部沿海省份，西北濒北海，南至索姆省，东临北部省。
与乌特罗接壤的市镇（或旧市镇、城区）包括：滨海布洛涅、埃基昂普拉日、勒波泰勒、圣艾蒂安欧蒙、圣莱奥纳尔、圣马丹布洛涅。
乌特罗的时区为UTC+01:00、UTC+02:00（夏令时）。

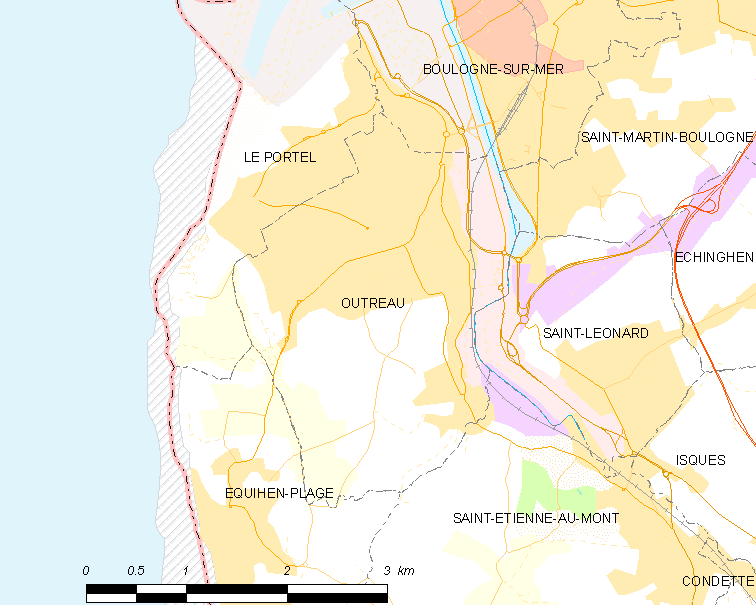
乌特罗的OSM定位图

## 行政
乌特罗的邮政编码为62230，INSEE市镇编码为62643。

## 政治
乌特罗所属的省级选区为乌特罗县。

## 人口

1962-2008年间乌特罗人口变化图示

乌特罗于2022年1月1日时的人口数量为13398人。